# Deroceras korthionensis
Deroceras korthionensis is een slakkensoort uit de familie van de Agriolimacidae. De wetenschappelijke naam van de soort is voor het eerst geldig gepubliceerd in 1985 door De Winter & Butot.